# Petrovszki járás

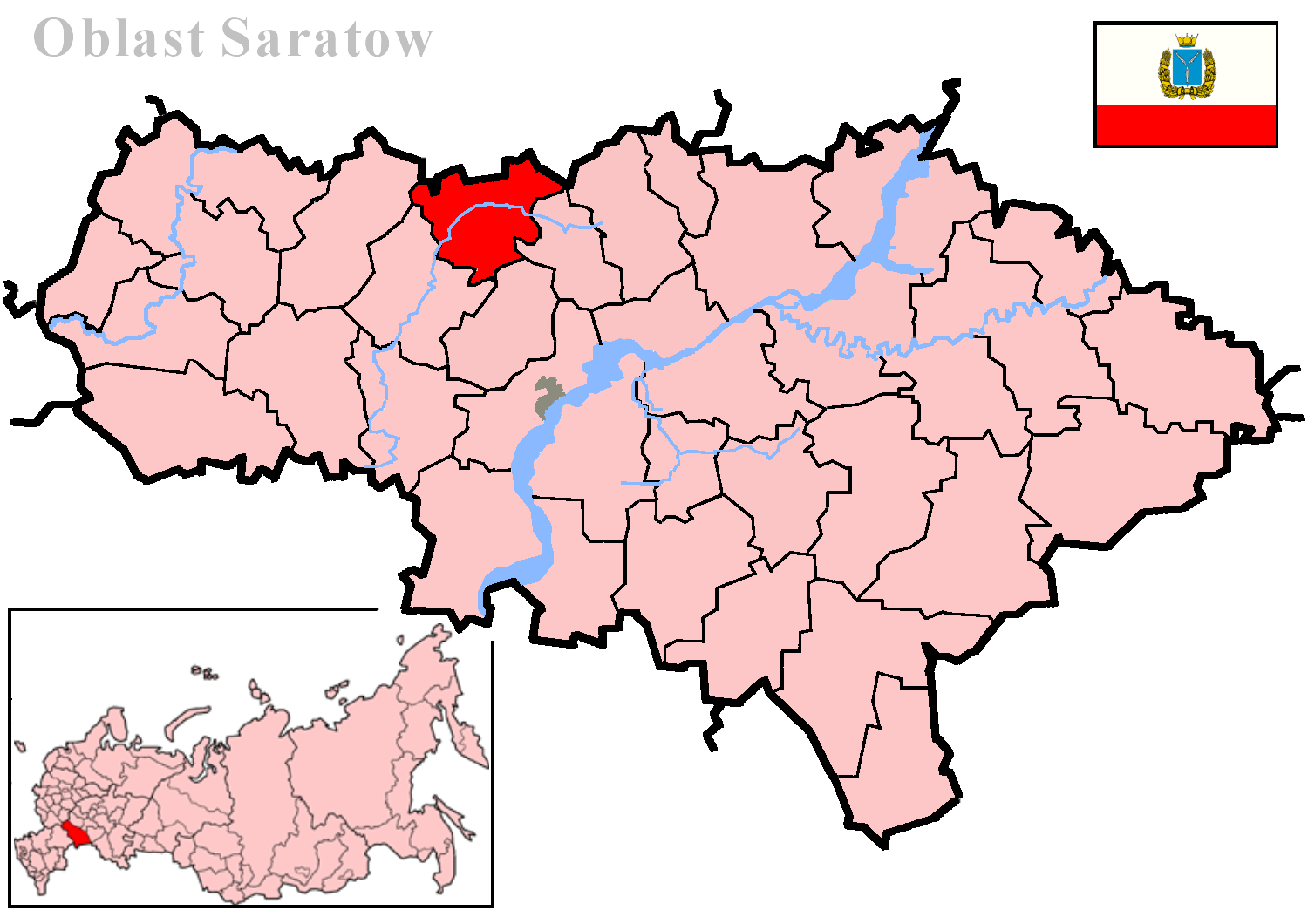
A Petrovszki járás a Szaratovi területen

A Petrovszki járás (oroszul Петровский муниципальный район) Oroszország egyik járása a Szaratovi területen. Székhelye Petrovszk.

## Népesség
- 1989-ben 15 104 lakosa volt.
- 2002-ben 16 474 lakosa volt, melynek 10,2%-a kazah.
- 2010-ben 45 698 lakosa volt, melyből 39 564 orosz, 1 720 tatár, 1 549 mordvin, 428 örmény, 377 ukrán, 192 azeri, 114 csecsen, 85 cigány, 76 avar, 69 moldáv, 63 fehérorosz, 58 kazah, 56 német, 55 lezg, 53 csuvas stb. A számok magukba foglalják a város lakosságát is.